# Lucia Ciampi
Lucia Ciampi (Calcinaia, 7 gennaio 1950) è una politica italiana.

## Biografia
Dopo aver conseguito la maturità classica presso il Liceo "Andrea da Pontedera", si è laureata in filosofia presso l'Università degli Studi di Pisa. Ha poi insegnato per molti anni storia e filosofia al Liceo Scientifico "XXV Aprile" di Pontedera, fino al pensionamento avvenuto nel 2016. Ha due figli, Francesco e Matteo.
È stata consigliera comunale a Calcinaia tra il 1980 e il 1984 con il PCI, ricoprendo poi il ruolo di Vicesindaco con delega alla Cultura e alla Pubblica Istruzione fra il 1995 e il 1999. Dal 1999 si è impegnata attivamente nel sindacato, facendo parte del Direttivo provinciale della FLC CGIL Scuola di Pisa.
Nel gennaio 2009 vince le Primarie del PD a Calcinaia contro la sindaca uscente Marta Perini e nel giugno successivo viene eletta prima cittadina di Calcinaia. Viene riconfermata sindaca anche dopo le elezioni amministrative del maggio 2014. Pochi mesi più tardi diventa anche consigliera per la Provincia di Pisa. Nel giugno 2017 viene nominata Presidente dell'Unione dei Comuni della Valdera.
Alle elezioni del 2018 si candida alla Camera dei deputati per il centro-sinistra: sconfitta dal leghista Edoardo Ziello nel collegio uninominale di Pisa, viene comunque eletta per il Partito Democratico nella quota proporzionale, ottenendo un seggio nel collegio plurinominale Toscana - 02. Termina il proprio mandato parlamentare alla scadenza della XVIII legislatura, nell'autunno 2022.